# Заработная плата, цена и прибыль
«Заработная плата, цена и прибыль» — доклад К. Маркса на заседаниях Генерального Совета I Интернационала 20 и 27 июня 1865 года (опубликован в 1898 г.). В нём Маркс впервые в популярной форме публично изложил основные положения своей теории прибавочной стоимости. Содержит критику взглядов члена Генерального Совета Уэстона, который утверждал, что всякое повышение уровня заработной платы будет иметь своим обязательным следствием общее повышение цен на потребительские товары. В нём К. Маркс впервые сформулировал основной закон стоимости политэкономии марксизма: стоимости товаров прямо пропорциональны рабочему времени, затраченному на их производство и обратно пропорциональны производительной силе затраченного труда.

## Основные положения
- Заработная плата рабочего и прибыль капиталиста представляют собой составные части вновь созданной стоимости продукта. Доля заработной платы во вновь созданной стоимости продукта может изменяться под влиянием классовой борьбы, условий жизни в той или иной стране и по другим причинам.
- Изменение заработной платы при прочих неизменных условиях оказывает влияние лишь на норму прибыли капиталиста, а не на цену товара. При повышении заработной платы норма прибыли уменьшается, при понижении заработной платы норма прибыли растёт.
- Стоимость товара определяется относительным количеством общественного труда, который вложен в производство товара.
- Количество труда, необходимое для производства товара, определяется производительной силой труда и непрерывно уменьшается с совершенствованием общественных сил труда.
- Стоимости товаров прямо пропорциональны рабочему времени, затраченному на их производство и обратно пропорциональны производительной силе затраченного труда.
- Цена товара является денежным выражением его стоимости. Рыночная цена товара совпадает с его стоимостью.
- Заработная плата рабочего является денежным выражением стоимости его рабочей силы. Стоимость рабочей силы определяется стоимостью жизненных средств, необходимых для воспроизводства рабочей силы. Нижняя граница стоимости рабочей силы определяется стоимостью прожиточного минимума рабочего.
- Прибавочная стоимость представляет собой превышение вновь созданной трудом рабочего стоимости над стоимостью его рабочей силы.
- Прибавочная стоимость является единственным источником земельной ренты, банковского процента и промышленной прибыли.